# St. Martin (Wadrill)

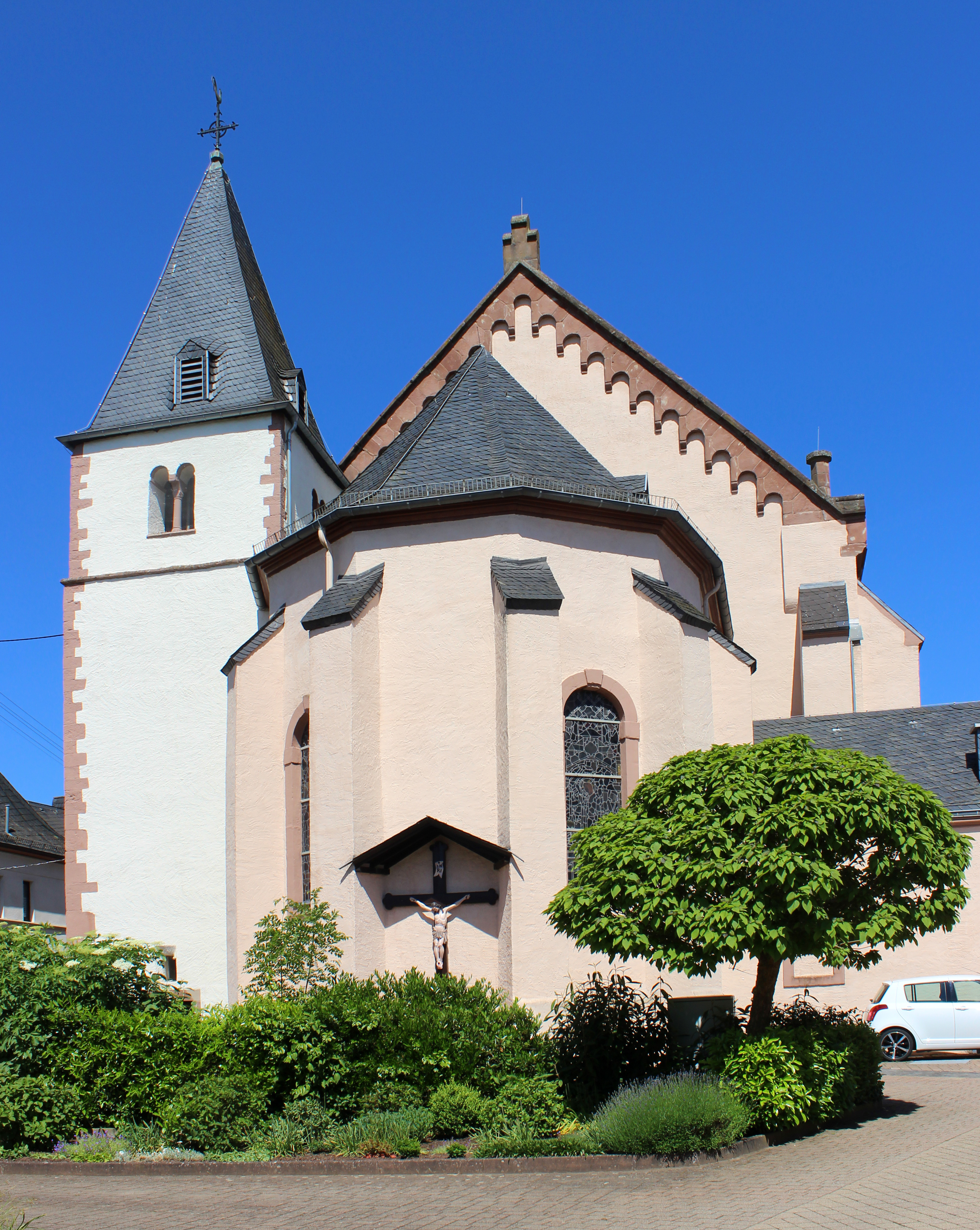
Die katholische Kirche St. Martin in Wadrill

Die Kirche St. Martin ist eine dem heiligen Martin geweihte römisch-katholische Pfarrkirche im saarländischen Wadrill, einem Stadtteil von Wadern im Landkreis Merzig-Wadern. In der Denkmalliste des Saarlandes ist das Kirchengebäude als Einzeldenkmal aufgeführt.

## Geschichte
Ältester Teil der Kirche ist der möglicherweise über 1000 Jahre alte Kirchturm aus romanischer Zeit. Im Jahr 1766 erfolgte durch den Bau eines Chorraums eine Erweiterung der damaligen Kirche.
In den Jahren 1888 bis 1890 wurde das Kirchenschiff nach Plänen des Architekten Wilhelm Hector (Saarbrücken-St. Johann) neu errichtet.

## Architektur

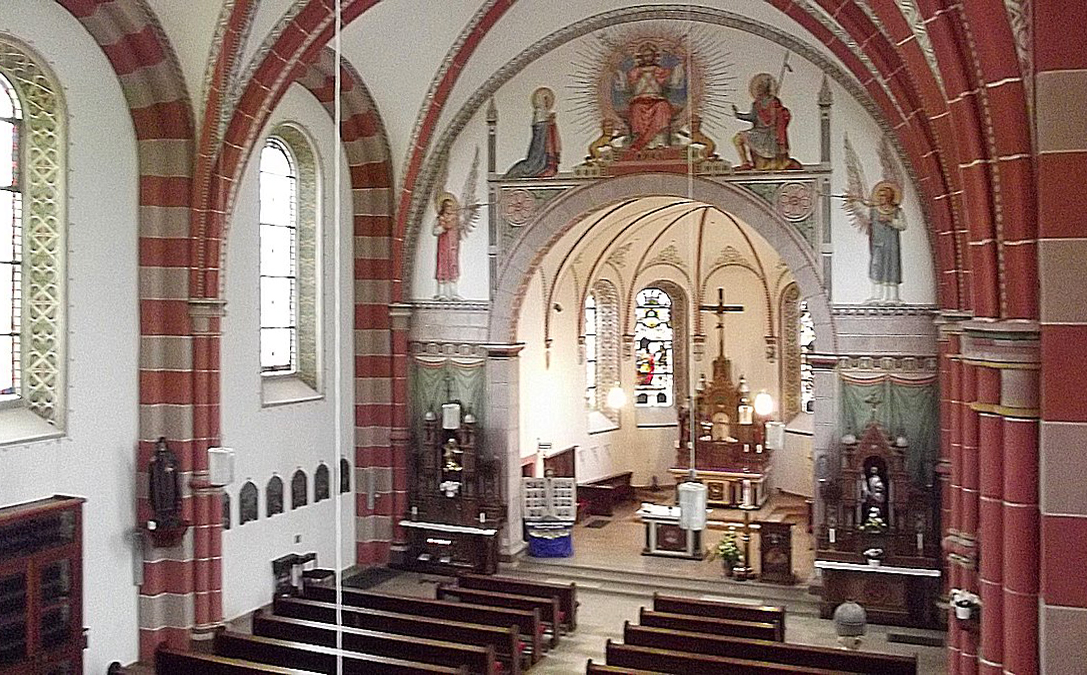
Blick ins Innere der Kirche

Das Kirchengebäude gliedert sich in das vierachsige Langhaus mit anschließendem siebenseitigen polygonalen Chorraum. Flankiert wird der Chorraum auf der südwestlichen Seite vom Kirchturm mit Pyramidendach und auf der nordöstlichen Seite von einem Sakristeianbau. Im Inneren des einschiffigen Langhauses ist eine Unterteilung in vier Joche zu sehen. Jedes der Joche wird von einem vierteiligen Kreuzrippengewölbe überspannt.

## Ausstattung
Die Bemalung auf der Chorwand im Inneren der Kirche stammt noch aus der Erbauungszeit des Schiffes Ende des 19. Jahrhunderts. Zu sehen ist eine szenische Darstellung des „Christus Regnans“, der von einer Marien- und einer Martinsfigur, die ihn anbeten, flankiert wird. Außerdem sind zwei trompetenblasende Erzengel dargestellt.

## Orgel

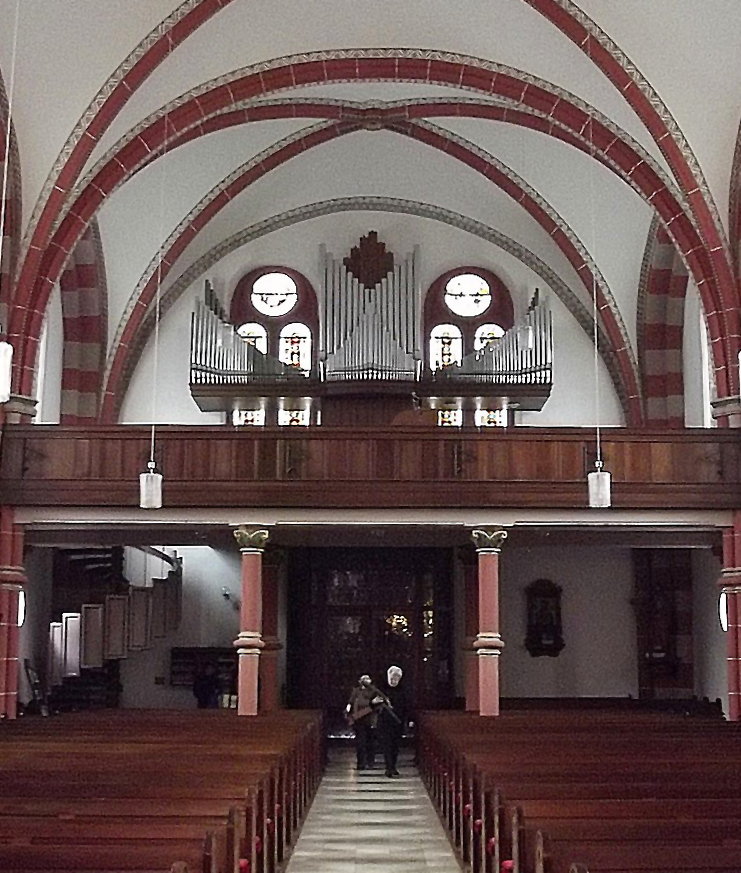
Blick zur Empore mit dem Prospekt der Seifert-Orgel

Die Orgel der Kirche wurde ca. 1940 von der Firma Ernst Seifert (Bergisch Gladbach) erbaut. Das auf einer Empore aufgestellte Kegelladen-Instrument verfügt über 21 Register, verteilt auf 2 Manuale und Pedal. Die Spiel- und Registertraktur ist elektropneumatisch. Die Disposition lautet wie folgt:
| I Hauptwerk C–g3 |            |       |
| 1.               | Principal  | 8′    |
| 2.               | Flöte      | 8′    |
| 3.               | Salicional | 8′    |
| 4.               | Octave     | 4′    |
| 5.               | Rohrflöte  | 4′    |
| 6.               | Quinte     | 2 ⁄3′ |
| 7.               | Schwiegel  | 2′    |
| 8.               | Mixtur IV  |       |
| 9.               | Trompete   | 8′    |

| II Manual C–g3 |             |    |
| 10.            | Gemshorn    | 8′ |
| 11.            | Gedackt     | 8′ |
| 12.            | Prestant    | 4′ |
| 13.            | Flöte       | 4′ |
| 14.            | Octave      | 2′ |
| 15.            | Terzian II  |    |
| 16.            | Scharff III |    |
| 17.            | Oboe        | 8′ |
|                | Tremulant   |    |

| Pedal C–f1 |             |     |
| 18.        | Subbass     | 16′ |
| 19.        | Octavbass   | 8′  |
| 20.        | Gedacktbass | 8′  |
| 21.        | Choralbass  | 4′  |

- Koppeln:
  - Normalkoppeln: II/I, I/P, II/P
  - Suboktavkoppeln: II/I
- Spielhilfen: 1 freie Kombination, Tutti, Crescendotritt